# Kirurgija katarakte
Operacija katarakte je uklanjanje očne leće na kojoj se razvila katarakta. Tijekom vremena metaboličke promjene na vlaknima očne leće (lat. fibrae lentis) dovode do razvoja katarakte i gubitka prozirnosti te uzrokuju oštećenje ili čak gubitak vida. Za vrijeme operacije katarakte ostarjela i zamagljena prirodna leća pacijenta uklanja se i zamjenjuje sintetskom, kako bi se vratila prozirnost optičkog medija oka. Nakon otklanjanja prirodne leće umeće se sintetički intraokularni implantat (kirurški termin za postupak jest implantacija). 
Operaciju katarakte izvode oftalmolozi (očni kirurzi, ili oftalmokirurzi) u ambulantnim uvjetima (što je poželjnije nego u bolničkim uvjetima), u kirurškom centru ili bolnici, koristeći lokalnu anesteziju (koja može biti topička, peribulbarna ili retrobulbarna), uglavnom uz vrlo malo ili nimalo neugode za pacijenta.
Kad se mrena dovoljno razvila da se može ukloniti operacijom, najefikasniji i najčešći način liječenja je incizija kapsule zamućene leće. Postoje dva načina operacije oka koje se koriste za uklanjanje katarakte: ekstrakapsularna (engl. extracapsular cataract extraction, ili ECCE) i intrakapsularna (engl. intracapsular cataract extraction, ili ICCE) ekstarkcija leće:
- Ekstrakapsularna operacija (ECCE) sastoji se od uklanjanja leće, ali se većina kapsule leće ostavlja netaknutom. Zvučni valove visoke frekvencije (fakoemulzifikacija) ponekad se koriste da razbiju leću prije njezinog uklanjanja.
- Intrakapsularna kirurgija (ICCE) podrazumijeva uklanjanje cijele leće u oku, uključujući i njenu kapsulu, ali se danas rijetko izvodi.

U obje vrste operacija zamućena leća se ukloni i zamijeni plastičnom (intraokularni implatant) koja trajno ostaje u oku. 
Operacija katarakte se najčešće izvodi u lokalnoj anesteziji i pacijent se otpušta kući isti dan. Više od 90% operacija je uspješno u vraćanju poželjne kakvoće vida, uz nisku stopu komplikacija. Zahvaljajući dostatnosti dnevne njege operiranih pacijenata, visokoj djelotvornosti, minimalnoj invazivnosti fakoemulzifikacije (kirurške metode koja koristi ultrazvučne valove za razbijanje katarakte i za koju je dovoljan vrlo malen operativni rez), te uz brz postoperativni oporavak, kirurška tehnika fakoemulzifikacije postala je zlatni standard u operaciji katarakte širom svijeta.
Nedavna dostignuća tehnologije na polju oftamologije omogućuju pacijentima da odaberu multifokalnu leću za stvaranje vizualnog okruženja u kojem su manje ovisni o očnim pomagalima. U nekim zdravstvenim sustavima multifokalne leće zahtijevaju nadoplatu. Klasične intraokularne leće su monofokalne.
Od mogućih postoperativnih komplikacija najvažnije su: endoftalmitis, postoperativna kapsularna opacifikacija i odvajanje mrežnice (ablacija retine).
Ekstrakapsularna operacija povezuje se s fenomenom "Jacka u kutiji" (engl. Jack in the box phenomenon) gdje pacijent mora nositi afakične naočale. Druga mogućnost uključuje nošenje kontaktnih leća, ali to se može pokazati teškim za održavanje, posebno u prašnjavoj okolini.

## Operativne tehnike
Danas se oftalmolozi koriste dvjema glavnim tehnikama operativog uklanjanja katarakte:
- fakoemulzifikacija pomoću ultrazvuka, te konvencionalna ekstrakapsularna ekstrakcija katarakte. U oba tipa operacija obično se umeće intraokularna leća. Kod fakoemulzifikacije koriste se posebne savitljive leće, dok se prilikom izvođenja ekstrakapsularne ekstrakcije katarakte upotrebljavaju nesavitljive leće. Vrlo mali rez koji je potreban za izvođenje fakoemulzifikacije obično je dovoljno malen da rana poslije operacije zaraste bez šavova. Ekstrakapsularna ekstrakcija katarakte najčešće zahtijeva kirurški šav.
- Intrakapsularna ekstrakcija katarakte potisnuta je fakoemulzifikacijom i ekstrakapsularnom ekstrakcijom te se danas rijetko koristi.

Kod bolesti poput Marfanovog sindroma i homocistinurije može nastati spontana dislokacija leće u staklasto tijelo. Utisnuće leće u staklasto tijelo oka može zahtijevati kiruršku intervenciju kako bi se spriječio razvoj intraokularnog upalnog procesa, te povišenje intraokularnog tlaka. 
Donedavno je jedina opcija za operaciju katarakte bila fiksno-fokusirana leća, obično dizajnirana za dalekovidnost, što je kod pacijenata kasnije zahtijevalo korištenje bifokalnih ili naočala za čitanje da bi se ostvario bolji vid na blizinu. 
Napredak u operaciji katarakte doveo je do razvoja novih tipova implantabilnih leća. 
Za razliku od standarnih fiksnih leća koje su liječnici koristili preko 30 godina, nove multifokalne i akomodirajuće leće omogućuju pacijentu da vidi na blizinu, na daljinu te između a u nekih omogućuje i da odbace svoje naočale.  
Multifokalne leće djeluju tako da imaju više od jedne fokalne točke, vrlo slično bifokalnim ili trifokalnim naočalama. Akomodirajuće leće, pak, su posebne savitljive leće koje, kad se umetnu u kapsulu leće, djelovanjem cilijarnog mišića akomodiraju i fokusiraju svjetlost vrlo slično prirodnoj očnoj leći.

## Intrakapsularna ekstrakcija katarakte
Intrakapsularna ekstrakcija katarakte (ICCE) uključuje uklanjanje leće i kapsule. Leća se zamjenjuje plastičnom lećom odgovarajuće snage koja ostaje trajno u oku.
Ovaj tip operacije ima relativno visoku stopu komplikacija jer se mora učiniti velik operativni rez, te zbog neizbježnog pritiska na staklovinu za vrijeme vađenja leće. Veoma se rijetko radi u zemljama koje imaju operacijske mikroskope i visoku oftalmokiruršku tehnologiju.
Krioekstrakcija je oblik intrakapsularne ekstrakcije katarakte o kojij se leća zamrzne s kriogenom tvari, primjerice, tekućim dušikom. U ovoj operativnoj tehnici katarakta se ekstraktira pomoću posebnog instrumenta, krioekstraktora – na način da se ledenim vrhom instrumenta dotakne leća, zamrzne se da bi se zalijepila za vrh instrumenta, i potom nježno izvuče van iz oka.
Danas se ova tehnika upotrebljava primarno za uklanjanje subluksiranih leća, dok se za ekstrakciju katarakte od 1960-ih do 1980-ih godina koristila vrlo često.

## Preoperativna priprema
Pregled oka kod oftalmologa da se potvrdi prisustvo katarakte i da se odluči je li pacijent dobar kandidat za operaciju.
Pacijent mora ispuniti određene zahtjeve:
- Mora se utvrditi je li stupanj smanjenja vidne oštrine smanjen prvenstveno posljedica katarakte.
- Postojanje drugih za vid opasnih bolesti poput senilne makularne degeneracije ili glaukoma nisu kontraindikacija za operaciju katarakte, iako je uspješnost manja nego kad nema tih bolesti.
- Očni tlak trebao bi biti normalan, ili ako postoji glaukom, mora biti adekvatno kontroliran s lijekovima. U slučajevima nekontroliranog glaukoma, kombinirana katarakta – glaukom procedura se planira i izvršava.
- Zjenica mora biti dovoljno široka pomoću kapi za oči; ako se kapljicama zjenicane može dovoljno proširiti, bit će potrebno za vrijeme operacije mehanički proširiti zjenicu.

Pacijenti s ablacijom mrežnice mogu se planirati za kombinirani operativni zahvat, to jest, operacija ablacije i operacija katarakte s implantacijom umjetne intraokularne leće.
- Lijek za povećanu prostatu tamsulosin (Flomax) često uzrokuje kirurške komplikacije poznate kao sindrom mlohave šarenice (engl. floppy iris syndrome), i što se može zakomplicirati pucanjem (rupturom) stražnje kapsule leće. Studije pokazuju da se rizik komplikacije smanjuje ako je kirurg prije operacije upoznat s poviješću pacijenta i lijekovima koje pacijent uzima.

## Operativni postupci
Kirurški tok u fakoemulzifikaciji katarakte uključuje brojne korake. 
Svaki korak mora biti pažljivo napravljen ako se želi dobiti dobar rezultat.
Sljedeći koraci su:
1. Anestezija	
2. Ekspozicija očne jabučice koristeći spekulum za vjeđe (blefarostat)
3. Ulaz u očnu jabučicu kroz malu inciziju (na rožnici ili bjeloočnici)
4. Injekcija za stabilizaciju prednje komore i za očuvanje očnog tlaka
5. Otvaranje prednje kapsule (kapsuloreksa)
6. Hidrodisekcija leće
7. Hidrodelineacija leće
8. Ultrazvučna destrukcija ili emulzifikacija katarakte nakon cijepanja ili pucanja nukleusa, kortikalana aspiracija preostalih lećnih masa, poliranje kapsule
9. Implantacija umjetne intraokularne leće
10. Centriranje umjetne intraokularne leće
11. Uklanjanje viskoelastičnog stredstva
12. Obrada rane/ hidracija po potrebi
Zjenica je dilatirana pomoću kapi da bi se bolje vizualizirala katarakta. 
Kapi za konstrikciju zjenice koriste se kod sekundarne implantacije IOL ispred šarenice (ako je katarakta uklonjena bez primarne implantacije IOL )
Anestetik se može dati lokalno ( kapi ) ili putem injekcije peribulbarno ili retrobulbarno. Oralna ili intravenska sedacija se također može upotrijebiti.
Opća anestezija se rijetko upotrebljava ali može se upotrijebit kod djece i odraslih s djelomičnim medicinskim ili psihijatrijskim problemima. 
Operirati se može na nosilima ili ispitnoj zavaljenoj stolici. Trepavice i okolna koža bit će dezinficirane.  Lice je pokriveno s plahtom s otvorom za operaciju oka. 
Vjeđe se drže otvorenima pomoću blefarostata da bi se spriječilo treptanje tijekom operacije. 
Bol je minimalna u pravilno anesteziranom oku, ali osjećaj pritiska i nelagoda zbog svjetla operacijskog mikroskopa je česta.
Očna okolina se održava vlažnom pomoću sterilnih fizioloških kapi za oči ili metilceluloze viskoelastik. 
Incizija u leću se radi na mjestu gdje se rožnica i bjeloočnica spajaju (limbus rožnice).
Prednosti male incizije uključuju nekoliko šavova ili bez šavova i kratko vrijeme oporavka. 
Kapsulotomija je proces otvaranja dijela kapsule leće upotrebom instrumenta cistotoma.
Prednja kapsulotomija odnosi se na otvaranje prednjeg dijela kapsule leće, a stražnja kapsulotomija otvaranje stražnjeg dijela kapsule leće.
U fakoemulzifikaciji kirurg radi kontinuirano otvaranje prednje kapsule da bi napravio okrugli otvor kroz koji će leću emulzificirati i kasnije ugraditi umjetnu leću.
Nako što se umetne umjetna leća, kirurg provjerava da kroz rez ne istječe tekućina, to jest, da li rez dobro brtvi. 
To je vrlo bitan korak jer curenje rane povećava rizik od nastanka nepoželjnih mikroorganizama da nasele oko i nastane predispozicija za endoftalmitis.
Antibiotik/steroid kombinacija kapi za oči stavlja se na kapke da bi se zaštitilo operirano oko.
Antibiotici se mogu dati preoperativno, intraoperativno i/ili postoperativno.  Često se koriste lokalni kortikosteroidi u kombinaciji s lokalnim antibioticima postoperativno.
Većina operacija katarakte se radi pod lokalnom anestezijom, omogućavajući pacijentu da ode kući isti dan. Oko bi trebalo biti pokriveno najčešće nekoliko sati nakon operacije, nakon čega se kaže pacijentu da počme koristiti kapi za oči da bi se smirila upala i upotreba antibiotika da bi se prevenirala infekcija.
Može se učiniti periferna iridektomija da se minimalizira rizik od glaukoma. Može se učiniti manualno (kirurška iridektomija) ili laserom (Nd-YAG iridotomija). Otvor učinjen manulalno veći je od onoga učinjenog laserom. Manualno učinjena iridektomija također može imati nepovoljan estetski izgled šarenice, kao i smetnje vida. U slučaju vizualnih smetnji oči i mozak nakon nekoliko mjeseci nauče kompenzirati i ignorirati smetnje.
Ponekad periferno otvaranje irisa može zacijeliti, što znači da otvor prestane postojati. To je razlog zašto kirurg ponekad napravi dva otvora za slučaj da barem jedan ostane prohodan. 
Nakon operacije kaže se pacijentu da upotrebljava protuupalne lijekove i antibiotike u obliku kapi za oči barem 2 tjedna ovisno o statusu oka.
Oftalmolog će odlučiti duljinu uzimanja kapi za oči. Oko će se oporaviti za najmanje tjedan dana a kompletno bi se trebalo oporavit za mjesec dana. Pacijent se ne bi smio baviti kontaktnim ili ekstremnim sportovima.

## Komplikacije
Komplikacije nakon operacije katarakte su rijetke.
- Neki pacijenti mogu razviti stražnju kapsularnu opacifikaciju. Nakon kataralne operacije fiziološki je da stražnje kapsularne stanice počinju hiperplazirat i migrirati uzrokujući opacifikaciju i zatamnjenje stražnje kapsule leće. To može ugroziti vizualizaciju i oftalmolog može ispraviti nastalu situaciju. Može biti sigurno i bezbolno korigirano pomoću lasera na način da se naprave male rupice u stražnjem dijelu kapsule leće. To je brz postupak i radi se ambulantno upotrebom Nd- YAG lasera. Na taj način se dobiva čist centralni vid.

- Razdor stražnjeg dijela kapsule može biti komplikacija tokom operacije katarakte. Kirurški postupak može uključiti prednju vitrektomiju i alternativno planiranje implantiranja intraokularne leće bilo u cilijarni sulkus u prednju komoru ili rjeđe zašiti za bjeloočnicu.

- Sindrom prednjeg toksičnog segmenta ili TASS je neinfektivna upala koja se može pojaviti kod operacije katarakte. Obično se liječi visokim dozama kortikosteroida.

- Endoftalmitis je ozbiljna upala unutar očnog tkiva zbog operacija ili penetrirajuće traume. Postoji koncept koji govori da čistom incizijom rožnice dolazi do endoftalmitisa,no studija nije zaključena stoga sumnja nije potvrđena.

- Glaukom se može pojaviti i veoma teško ga je kontrolirati. Često je povezan s upalom,pogotovo kad male čestice se nađu u šupljini leće. Neki eksperti predlažu hitnu operacijsku intervenciju kad se ovo dogodi. Neovaskularni glaukom pojavljuje se isključivo kod dijabetičara. U nekih pacijenata izrazito povišen očni tlak može dovesti do sljepoće.

- Edem centralnog dijela mrežnice odnosno edem makule mrežnice može se pojaviti nekoliko dana do nekoliko tjedana poslije operacije. U većini slučajeva terapija su nesteroidni protuupalni lijekovi i steroidni protupalni lijekovi.

- Druge komplikacije mogu biti: edem rožnice katkad udružen sa zamagljenim vidom,koji moze biti prolazan ili trajan. Dislokacija leće može brzo nastupiti. Neplanirane refraktivne greške mogu se zbiti tijekom ultrazvučnog mjerenja. Sijanopsija u kojoj pacijent vidi sve plavo obojeno ,može se pojaviti nakon nekoliko dana do tjedana nakon operacije katarakte. Lelujavost vida se može pojaviti nakon operacije.

## Povijest operativnog liječenja katarakte
Najraniji zapisi su iz Biblije kao i rani Hindu zapisi. Rane operacije katarakte razvio je Indijski kirurg, Sushruta (6. stoljeće prije Krista). Indijska tradicionalna operacija katarakte obavljala se specijalnim alatom „Jabamukhi Salaka“, odnosno zakrivljenom iglom koja se koristila da oslobodi leće i gurne kataraktu dalje od vidnog polja. Oko bi nakon toga bilo namakano u toplom putru i zatim zamotano. Iako je ova metoda bila uspješna, Sushruta je upozorio da se može koristiti jedino kad je nužna. Grčki fizičari i filozofi putovali su u Indiju gdje su ove operacije obavljali fizičari. Operacijsko uklanjanje katarakte je također bilo preneseno i u Kinu iz Indije.
Prvi opisi katarakte i njeno liječenje nađeni su u drevnom Rimu iz 29. godine poslije Krista u „De Medicinae“, djelu latinskog enciklopedista Aulusa Corneliusa Celsusa. Rimljani su bili pioniri u području zdravlja, posebno što se tiče njege očiju.

Irački oftalmolog Ammar ibn Ali od Mosula izveo je prvu ekstrakciju katarakte putem sukcije. Izumio je špricu sa šupljom metalnom potkožnom iglom, koju je primijenio kroz bjeloočnicu oka i ekstrahirao kataraktu koristeći sisaljku. U svome dijelu engl. Choice of Eye Diseases napisanom oko 1000-te godine, opisao je svoj izum potkožne igle i način na koji je otkrio tehniku ekstrakcije katarakte dok je eksperimentirao na pacijentu. 
Smatra se da je radža Serfoji II (1777. – 1832.), svrgnuti princ dinastije Maratha na jugu grada Thanjavur u indijskoj državi Tamil Nadu, čuvao podatke o zdravstvenom stanju očiju svojih pacijenata. Zapisi su pokazali da su se u vrijeme njegove vladavine kraljevstvom izvodile operacije katarakte. U jednom njegoovom sačuvanom tekstu može se naći oftalmološke izraze poput rožnice, spojnice, kapsule leće i stražnje očne komore.
|  | Molimo pročitajte upozorenje o korištenju medicinskih informacija. Ne provodite liječenje bez savjetovanja s liječnikom! |